# San Remo
San Remo (Italiaans: Sanremo) is een badplaats met circa 50.000 inwoners in de Italiaanse provincie Imperia, regio Ligurië. De stad ligt aan de Rivièra del Ponente.

## Naam
De naam van de stad is officieel Sanremo. Veelal wordt de spelling San Remo gebruikt, naar gelijkenis met steden die zijn genoemd naar een heilige. De naam van de stad is echter afgeleid van Sant'Eremo di San Romolo wat betekent Heilige woning van Sint-Romulus, en niet van een bepaalde Sint-Remus. Sant'Eremo werd later verbasterd tot Santremu in het Ligurische dialect, of Sanremo in het Italiaans. De spelling San Remo is buiten Italië echter dermate ingeburgerd geraakt dat het daar verreweg de meest gangbare is.

## Activiteiten
De stad aan de Ligurische kust, die ook wel bloemenstad (Ital. città dei fiori) wordt genoemd, is behalve als chique badplaats bekend om:
- Het jaarlijkse Festival van San Remo - sinds 1951 het belangrijkste Italiaanse festival van de populaire muziek.
- Het rallycircuit
- De wielerklassieker Milaan-San Remo
- Het casino
- De Conferentie van San Remo (1920)

## Alfred Nobel
In 1891 kocht Alfred Nobel een grote villa met park in San Remo. In 1896 overleed hij hier. Ieder jaar bij de uitreiking van de Nobelprijzen verzorgt San Remo de aankleding van de receptie en het diner met bloemen.

## Bekende inwoners van San Remo

### Geboren
- Giovanni Saccheri (1667-1733), wiskundige
- Mario Bava (1915-1980), filmregisseur en cameraman
- Antonio Vivaldi (1942), bridger
- Fabio Fognini (1987), tennisser
- Stefano Sturaro (1993), voetballer

### Overleden
- Alfred Nobel (1833-1896), Zweeds chemicus en industrieel

## Galerij

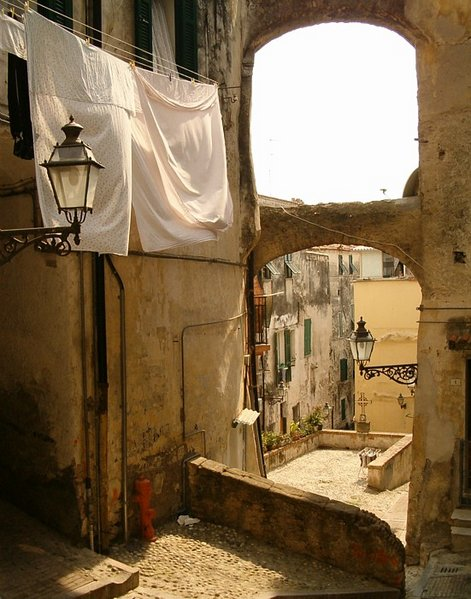
Straat in het oude centrum
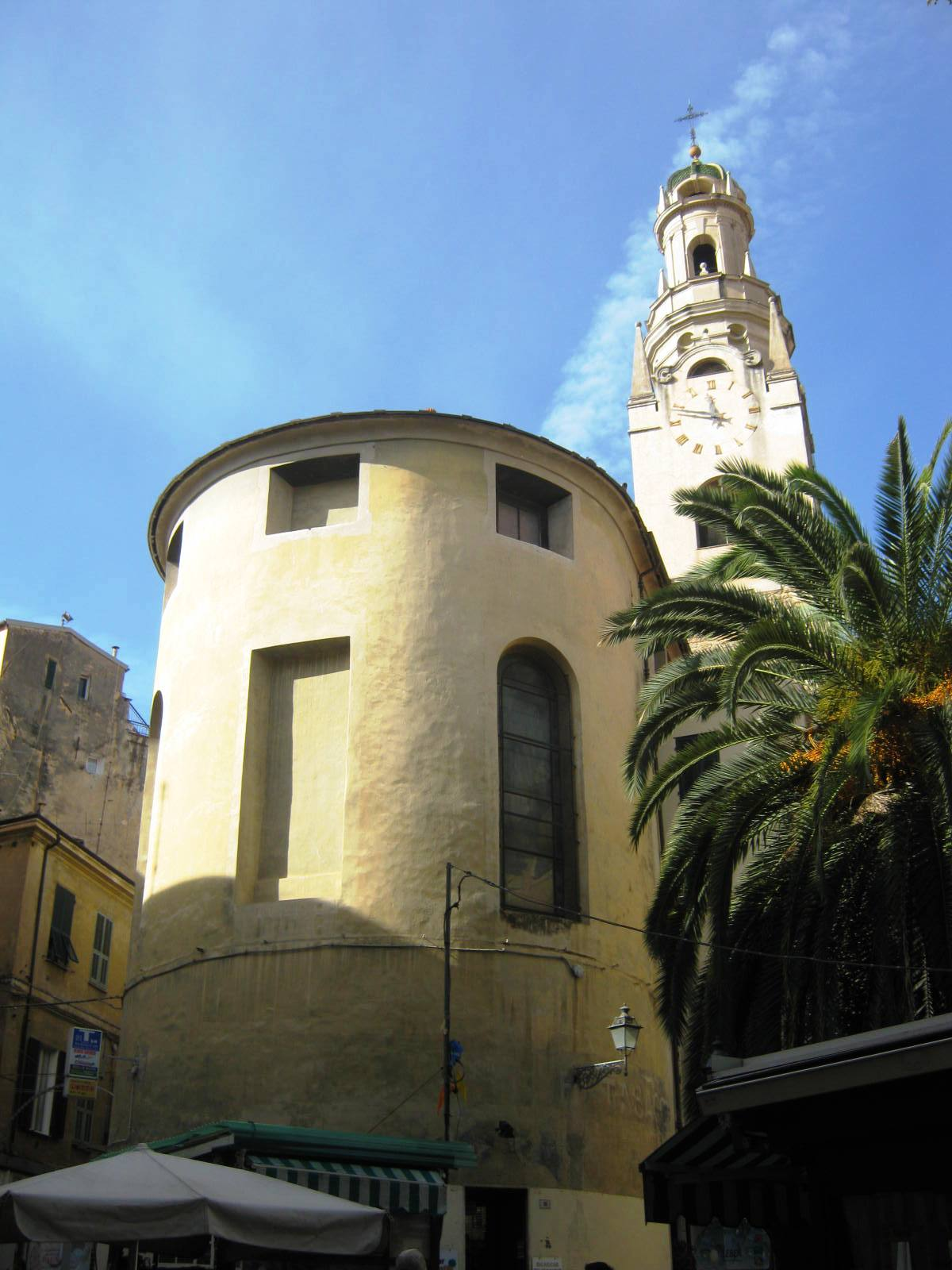
Basilika Concratedrale San Siro
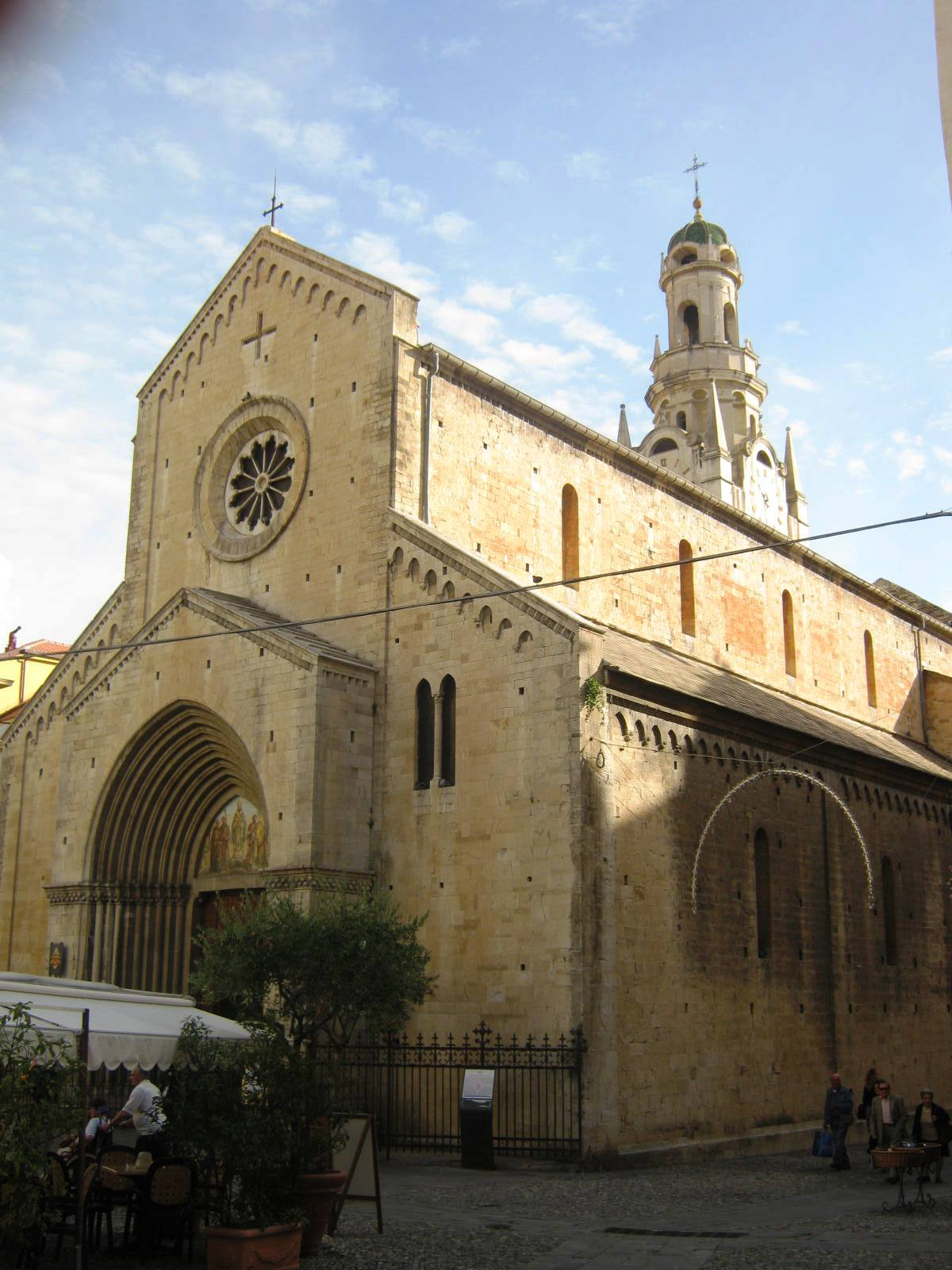
Basilika Concratedrale San Siro
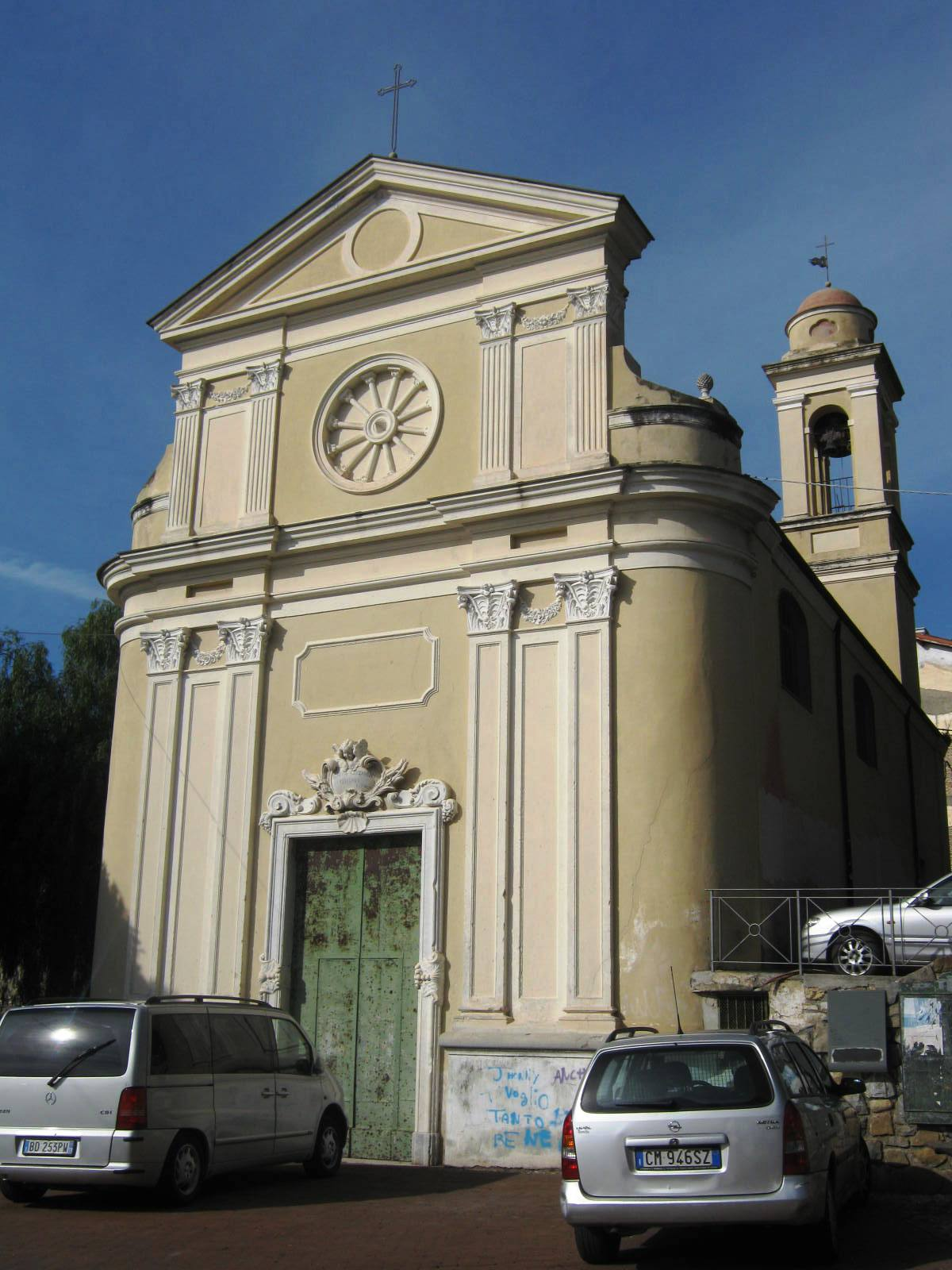
Kerkje ergens in San Remo
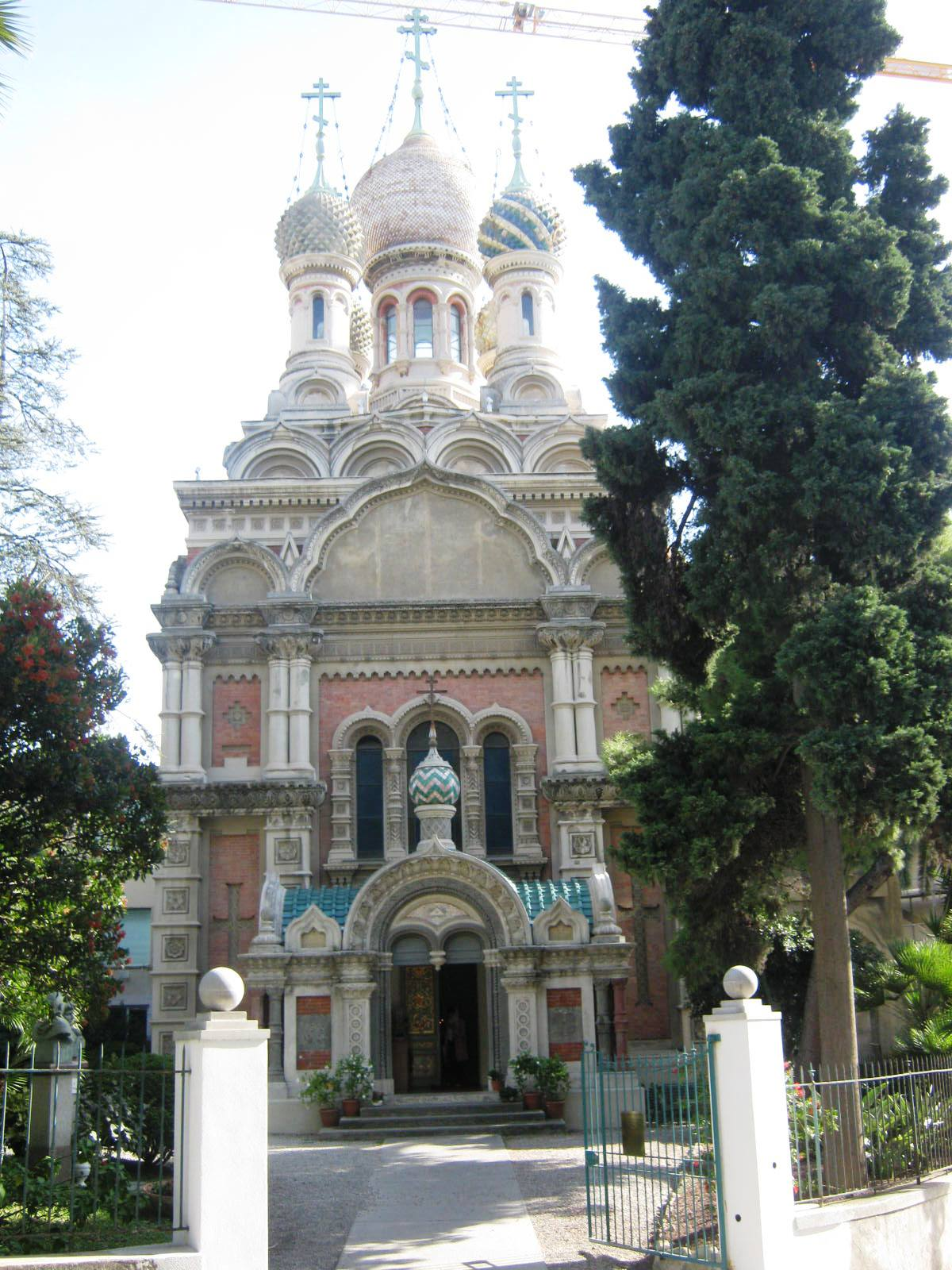
Ortodossa russa Chiesa Cristo Salvatore
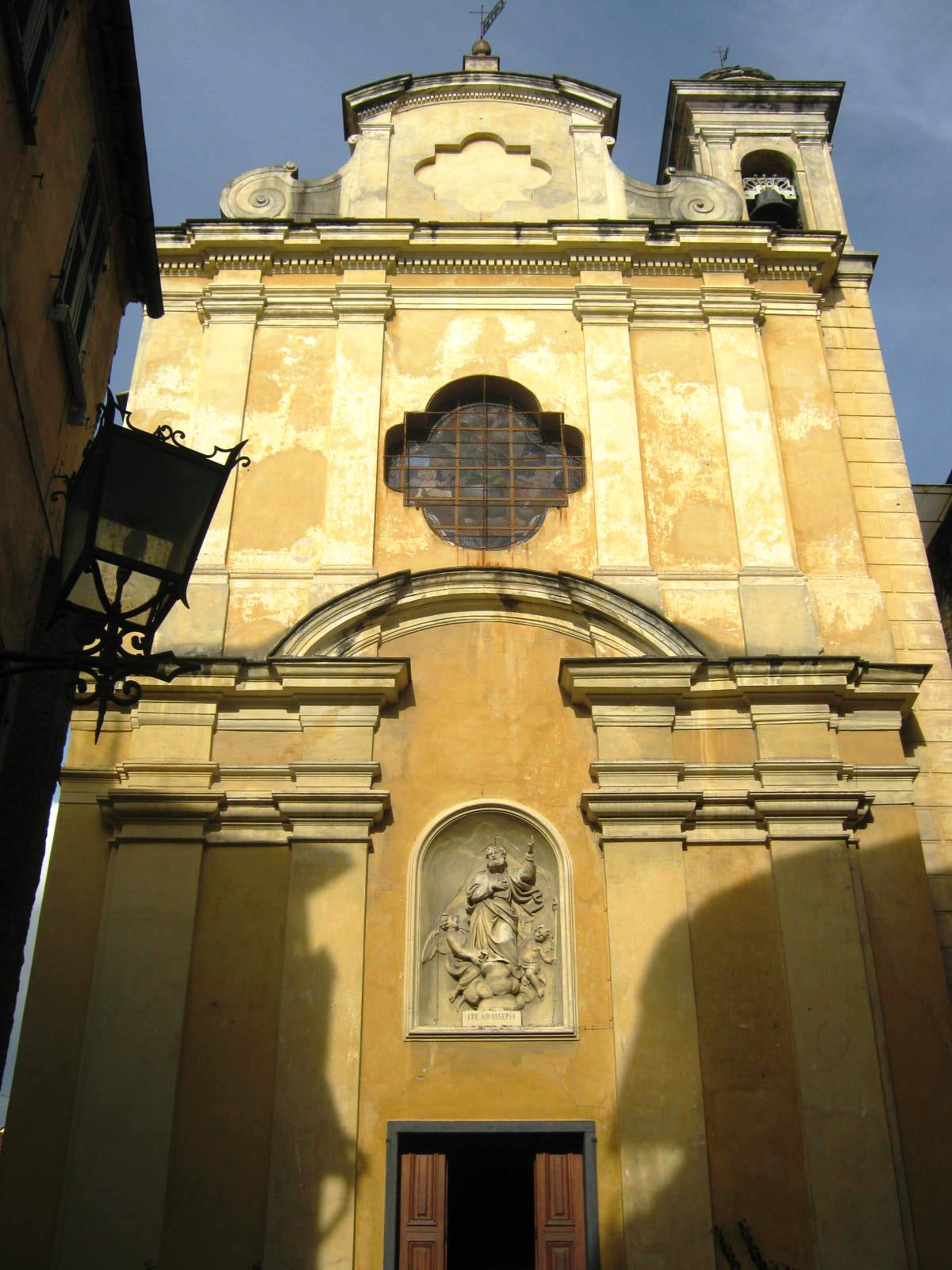
Chiesa San Giuseppe
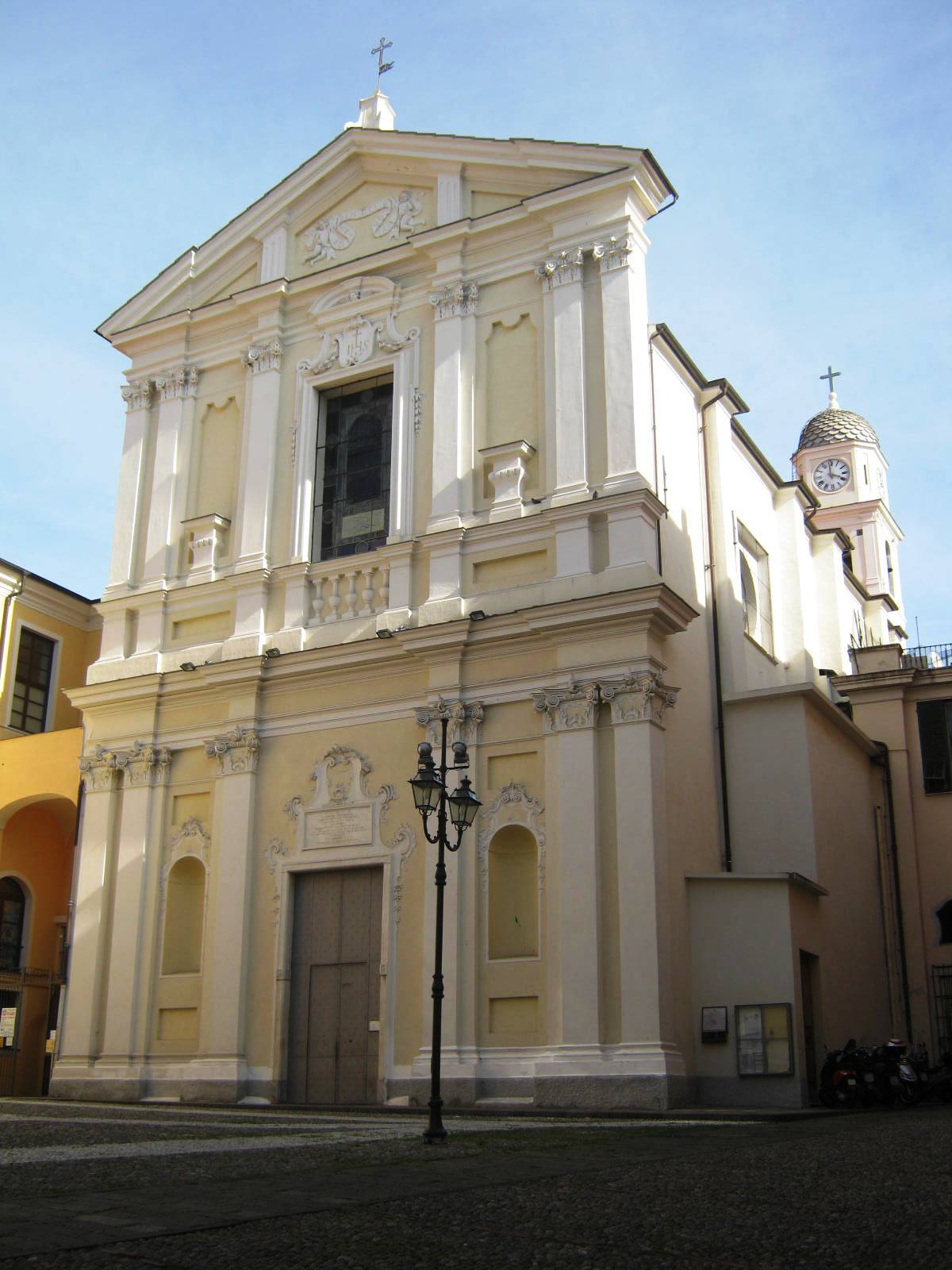
Chiessa di Santo Stefano
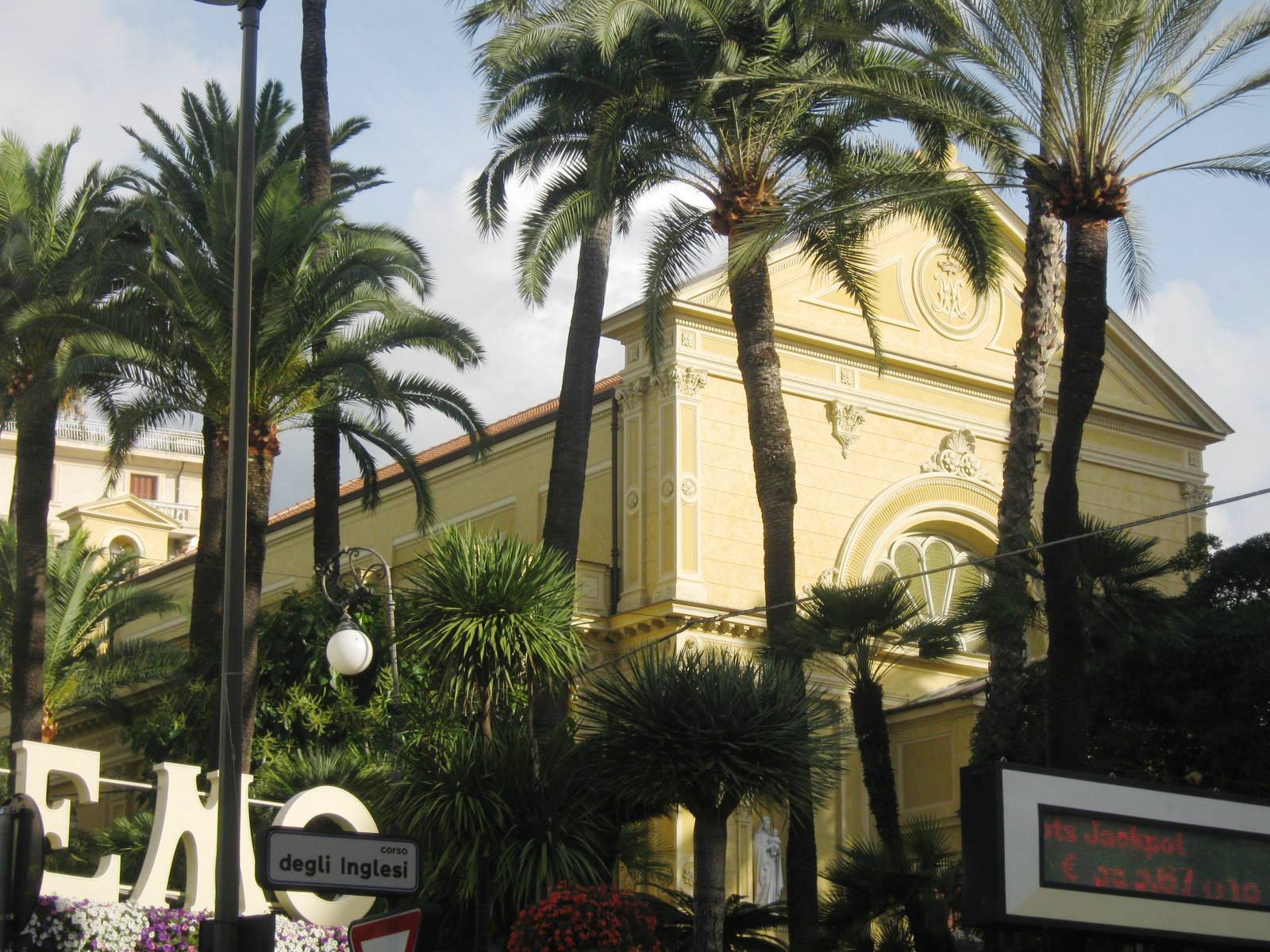
Chiesa Dominicana All Santo della Fratellanza
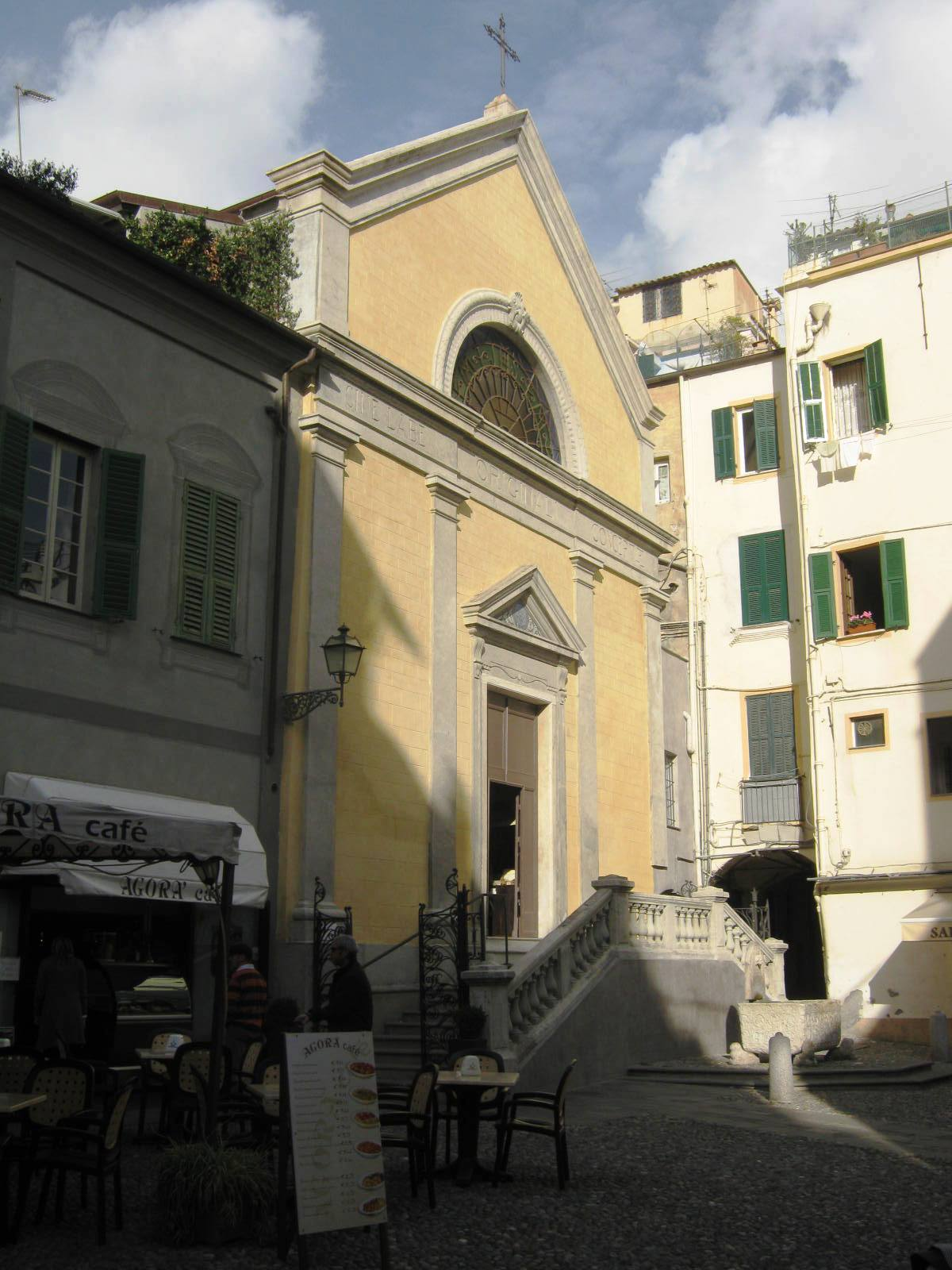
Capella Oratorio dell Immacolata Concenizione
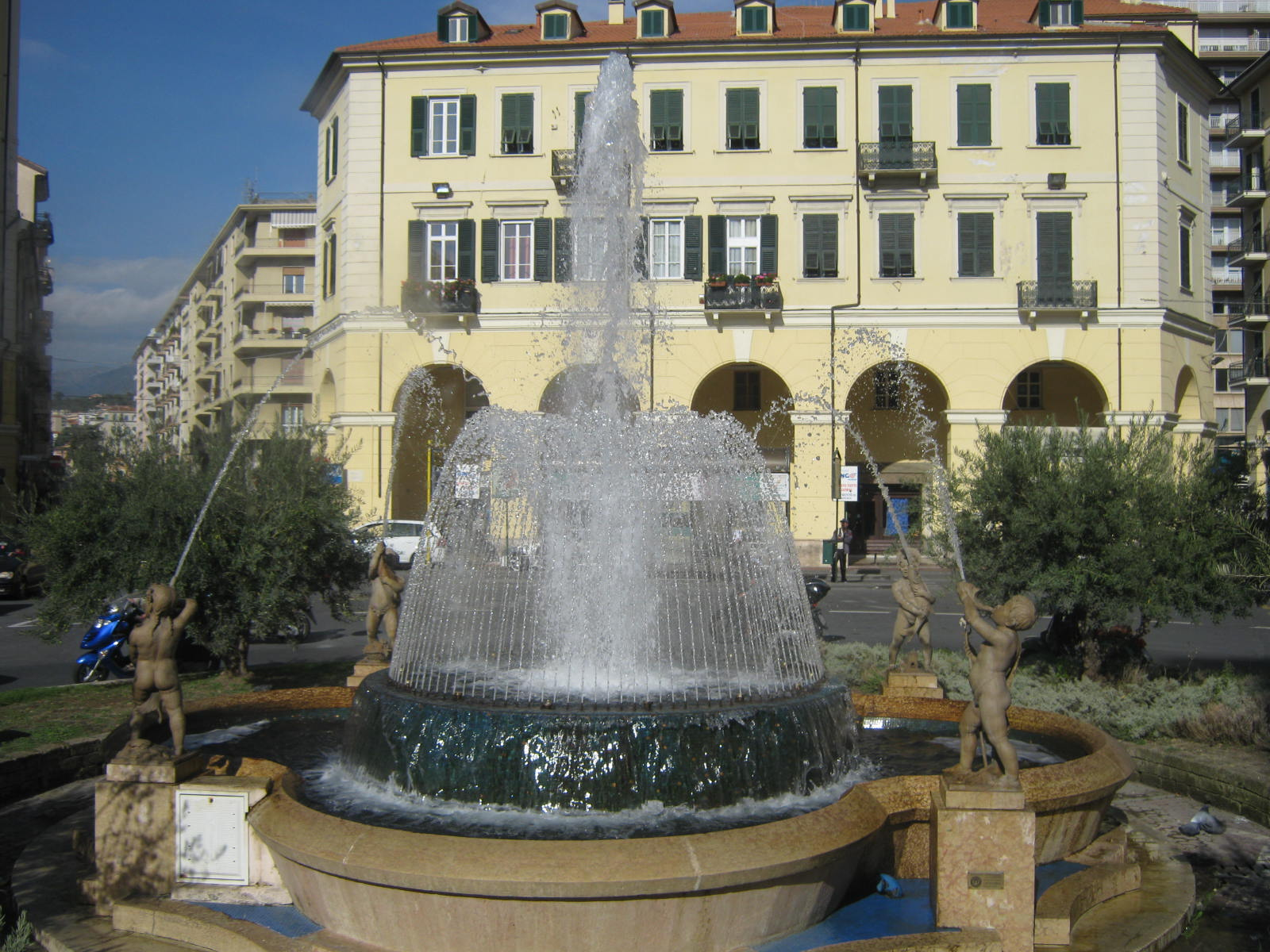
Fontana
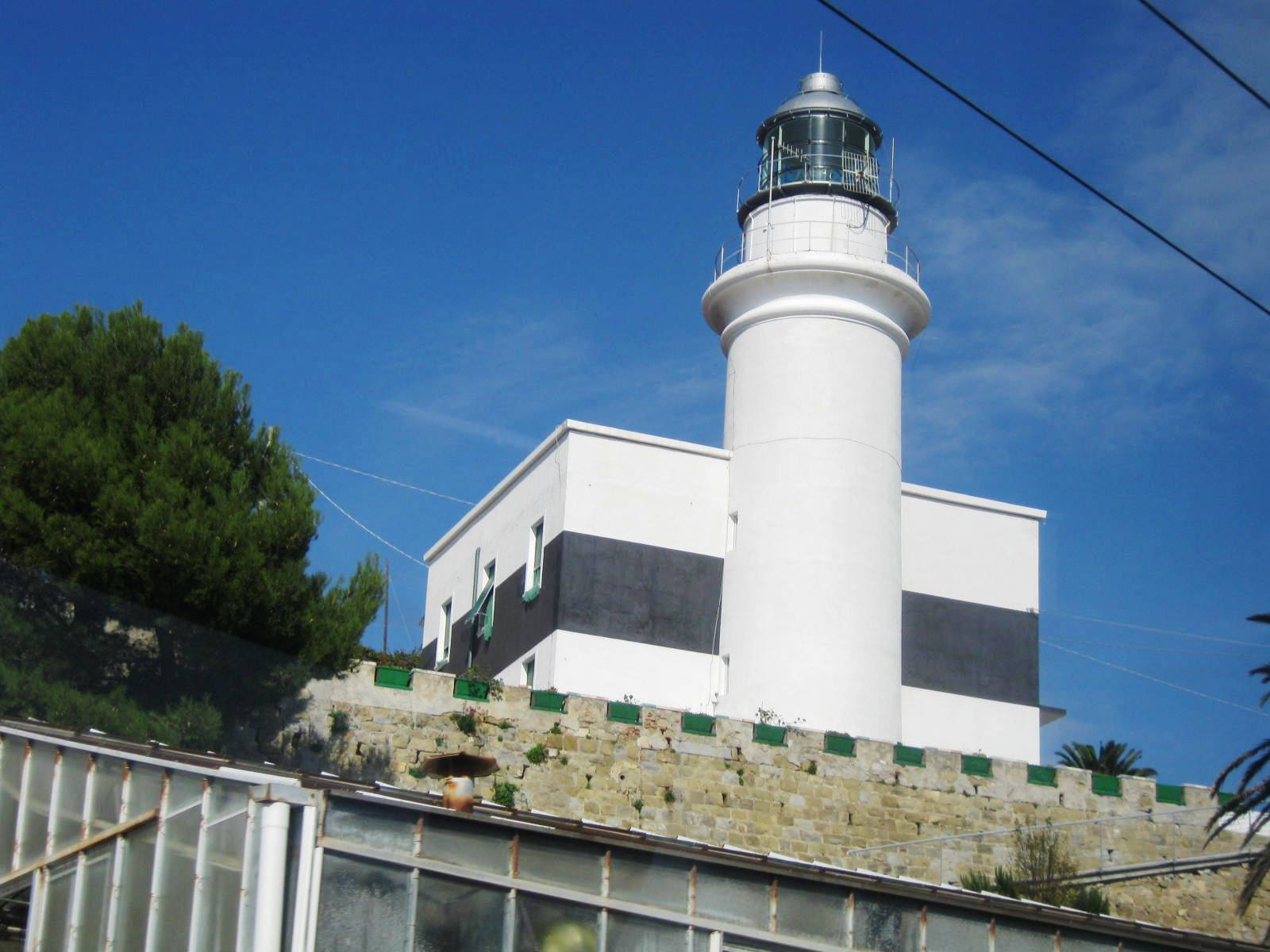
Faro di San Remo